# Phare de Bülk
Le phare de Bülk (en allemand : Leuchtturm Bülk) est un phare actif situé sur le plus à l'ouest du Fœrde de Kiel à Strande dans l'arrondissement de Rendsburg-Eckernförde (Schleswig-Holstein), en Allemagne.
Il est géré par la WSV de Lübeck .

## Histoire
L'actuel phare de Bülk  a été mis en service en 1870 pour remplacer celui de 1807.
En 1807, les autorités danoises avaient déjà établi un phare et une station de pilotage maritime sur le promontoire de Bülker Huk. Cette première tour comportait six lampes de type Argand à miroirs incurvés. Ce phare n'est devenu opérationnel qu'en 1815, en raison des guerres napoléoniennes. En 1843, cette tour a été détruite par la foudre et il a été remplacé par une tour à lentille rotative.
La construction de la tour actuelle a été commencée en 1862 par les Danois mais, en raison de la seconde guerre du Schleswig, elle ne fut achevée qu'en 1865 par le Royaume de Prusse. La tour était blanche avec une bande rouge et était équipée d'une lentille de Fresnel.
Peu de temps après l'éclairage du phare de Bülk ne suffisait plus à assurer la navigation dans le fjord de Kiel et un bateau-phare fut amarré à son embouchure. En 1910, la lentille de Fresnel a été remplacée par un ensemble de quatre projecteurs. La lentille originale a ensuite été vendue à des propriétaires privés. Jusqu'en 1969, le phare servait de feu directionnel.
Le nouveau phare a été reconstruit de 1969 à 1970 et, à nouveau, une lentille de Fresnel y a été installée. La tour a été raccourcie de 2 mètres et a été recouverte d'une enveloppe en amiante- ciment. Depuis 1999, l’optique de Fresnel est éclairée par une lampe à incandescence halogène haute tension de 120 volts et d’une puissance de 600 watts.
Depuis les derniers travaux, il n'y a plus de gardiens au phare. Auparavant, il y avait une équipe de trois gardiens et dont les familles vivaient avec eux sur le site.
C'est le plus vieux phare du fjord de Kiel et il marque son entrée. Un secteur de feux rouges met en garde contre le haut-fond de Stollergrund. C'est une attraction populaire pour les visiteurs qui peuvent accéder à la galerie inférieure située à 22 mètres du sol.

## Description
Le phare , est une tour cylindrique en brique, recouverte d'une enveloppe en amiante-ciment de 25 m de haut, avec une double galerie et une grande lanterne circulaire. La tour est peinte en blanc avec une bande noire centrale, et la lanterne est noire avec un toit blanc. Son feu à secteurs émet, à une hauteur focale de 29 m, un bref éclat (blanc, rouge et vert), selon direction, de 0,7 seconde par période de 3 secondes.
Sa portée est de 14 milles nautiques (environ 26 km) pour le feu blanc, 11 milles nautiques (environ 20 km) pour le rouge et 10 milles nautiques (environ 19 km) pour le feu vert.

## Caractéristiques dufeu maritime
Fréquence : 3 secondes (WRG)
- Lumière : 0,7 seconde
- Obscurité : 2,3 secondes

|          |
| Le phare |

|             |
| La lanterne |

### Lien connexe
- Liste des phares en Allemagne